# Porozumienia Akademickich Katolickich Stowarzyszeń
Porozumienie Akademickich Katolickich Stowarzyszeń - federacja katolickich stowarzyszeń studenckich, działająca w Wilnie w latach 30. Reprezentowała orientację lewicującą, pozostając pod wpływem personalizmu Maritaina. Inicjatorami PAKS byli duszpasterze akademiccy: ks. Walerian Meysztowicz - kapelan Stowarzyszenia Katolickiej Młodzieży Akademickiej "Odrodzenie", ks. Henryk Hlebowicz - moderator Sodalicji Mariańskiej Akademiczek, doradca Iuventus Christiana, kurator "Akademickiego Czynu Społecznego" oraz jezuita o. Kazimierz Dąbrowski - moderator "Sodalicji Mariańskiej Akademików". Oprócz wymienionych wyżej stowarzyszeń w skład PAKS wchodziło też Akademickie Koło Misyjne oraz korporacja "Conradia". Do działaczy PAKS należeli m.in. Henryk Dembiński, Stanisław Stomma, Antoni Gołubiew. Organem Porozumienia był wydawany od stycznia 1933 r. miesięcznik "Pax".

## Literatura
Antoni Kakareko, Od Kaziuka do Maritain'a, Nasza Gazeta nr 3 (439)